# 2015 QL14
2015 QL14 est un objet binaire de la ceinture de Kuiper faisant partie des cubewanos.

## Caractéristiques
2015 QL14 mesure environ 130 km de diamètre ayant un satellite de 117 km. Le satellite orbite à 52 000 km de distance,. L'objet pourrait être qualifié de transneptunien double.